# Verticimonosporium diffractum
Verticimonosporium diffractum är en svampart som beskrevs av Matsush. 1971. Verticimonosporium diffractum ingår i släktet Verticimonosporium, divisionen sporsäcksvampar och riket svampar.   Inga underarter finns listade i Catalogue of Life.